# Veronika Vítková
Veronika Vítková (Vrchlabí, 9 de dezembro de 1988) é uma ex-biatleta tcheca, medalha de bronze na competição feminina de velocidade de 7,5 km do biatlo dos Jogos Olímpicos de Inverno de 2018, na Coreia do Sul.